# Marc Jacobs
Marc Jacobs (Nova Iorque, 9 de abril de 1963) é um estilista de moda norte-americano.

## Carreira
Formado pela High School of Art and Design (1981) e pela Parsons School of Design (1984), ambas em Nova York, Marc Jacobs, aos 24 anos, tornou-se o mais jovem estilista a ganhar o prêmio do Council of Fashion Designers of America Perry Ellis para novos talentos, um ano após sua primeira coleção para a própria grife.  Outros doze prêmios do CFDA  se seguiram, entre 1991 e 2019.
Tornou-se conhecido no mundo da moda no fim dos anos 1980, ao desenhar e apresentar uma coleção em estilo "grunge" – baseada no novo tipo de som e indumentária que vinha da cidade de Seattle, na Costa Oeste dos Estados Unidos, onde grupos de rock, como Nirvana e Soundgarden, e meninos com bermudas até o meio dos joelhos revolucionavam os costumes locais e os difundiram por todo o país - para a tradicional marca Perry Ellis, da qual era diretor de estilo, sendo imediatamente demitido por sua ousadia.

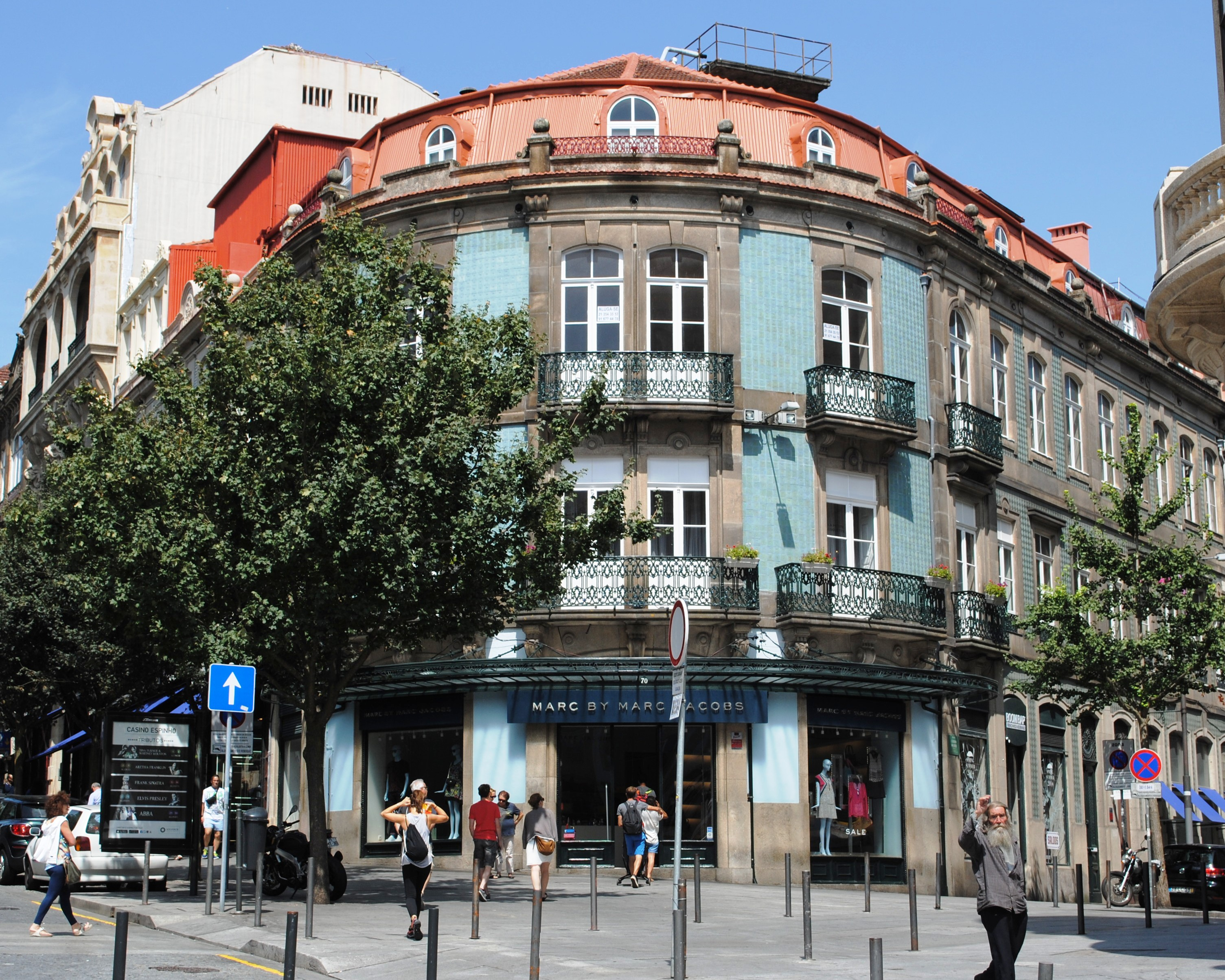
Marc by Marc Jacobs, no Porto.

Apoiado por nomes importantes da moda, como Anna Wintour, a editora-chefe da revista Vogue, que abriu suas páginas para suas criações, Jacobs recebeu diversos prêmios de conselhos de moda, no começo dos anos 1990. 
Trabalhou por 16 anos no comando de criação artística da marca Louis Vuitton, despedindo-se da marca em 2013.
Marc Jacobs é conhecido como um estilista que não segue as tendências universais da moda a cada estação. Na sua coleção de 2004/2005, por exemplo, ignorou o estilo safári, seguido por outros grandes nomes da moda, e apresentou um estilo eminentemente feminino, com suas modelos desfilando em meio a 450 000 rosas. 